# Активні ядра галактик

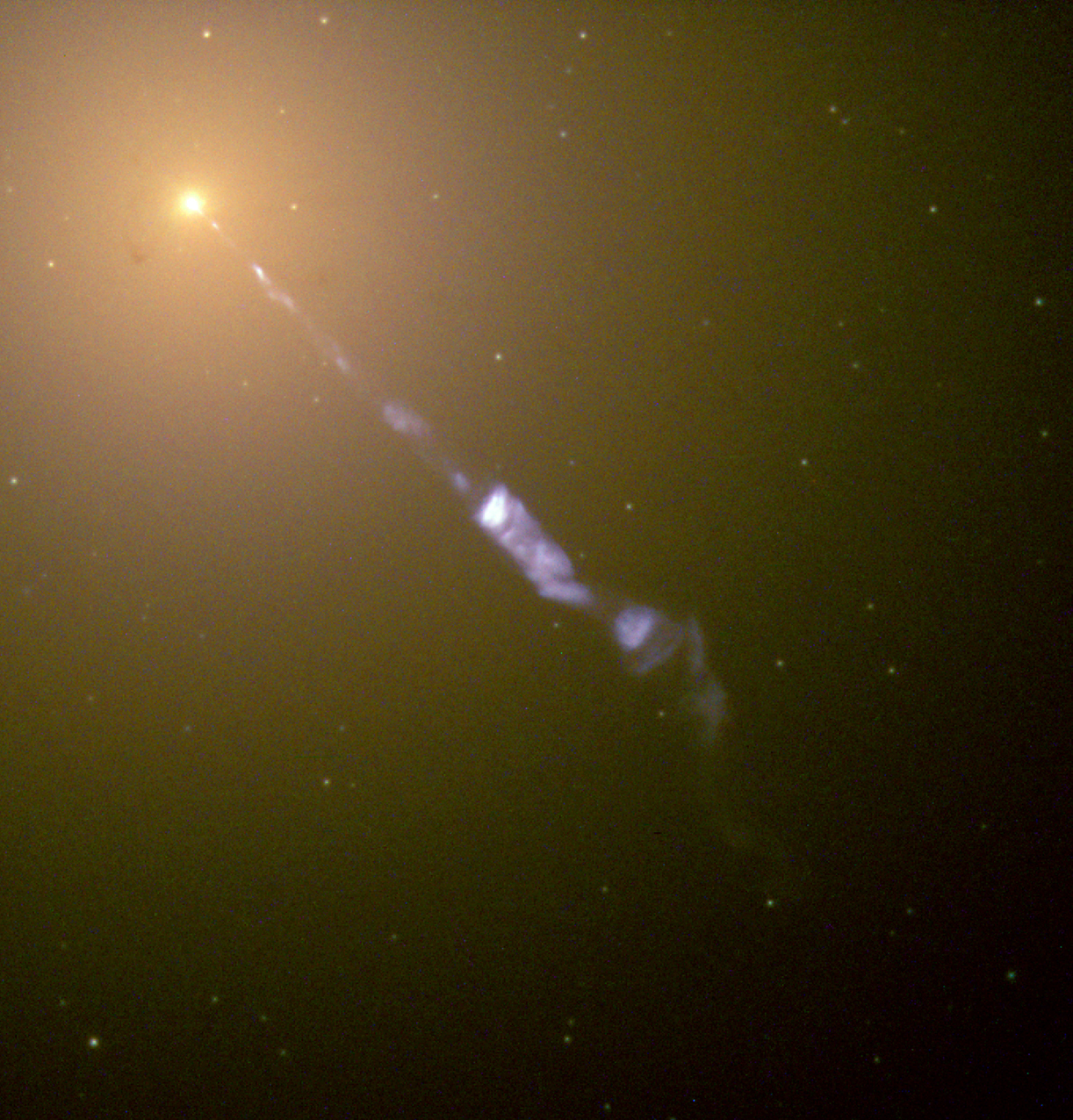
Активна гігантська еліптична галактика M87. З центру галактики виривається релятивістський струмінь (джет)

Активні ядра галактик — ядра галактик, в яких спостерігаються процеси, що не можна пояснити властивостями зір та газово-пилових комплексів, з яких ці галактики складаються.

## Ознаки активності
Галактичні ядра мають ознаки активності, якщо:
1. Спектр електромагнітного випромінювання об'єкта набагато ширший спектра звичайних галактик і може сягати від радіо- до жорсткого гамма-випромінювання.
2. Спостерігається «змінність» джерела випромінювання. Як правило, це відбувається із періодом від 10 хвилин у рентгенівському діапазоні до 10 років в оптичному й радіодіапазонах.
3. Є особливості спектра випромінювання, за якими можна зробити висновок про рух гарячого газу з великою швидкістю.
4. Є видимі морфологічні особливості, зокрема, викиди й «гарячі плями».
5. Є особливості спектра випромінювання та його поляризації, за якими можна зробити висновок про наявність магнітного поля та його структуру.

Прояви перелічених особливостей можуть бути різними, галактики можуть виявляти не всі перелічені ознаки, а лише деякі з них.
Традиційно їх поділяються на чотири класи: сейфертівські галактики, радіогалактики, лацертиди та квазари.
Однак, існують також інші класифікаційні схеми. Зокрема, іноді об'єднують лацертиди та групу квазарів з поляризованим випромінюванням в один клас блазарів.

## Історія досліджень активних ядер галактик
Ранні фотографічні спостереження близьких галактик виявили деякі характерні ознаки випромінювання АЯГ, хоча тоді ще не було фізичного розуміння природи феномену АЯГ. Деякі ранні спостереження включають першу спектроскопічну реєстрацію емісійних ліній у ядрах NGC 1068 і Мессьє 81 Едвардом Фатом (опубліковано в 1909) і відкриття джету у Мессьє 87 Хебером Кертісом (1918). У подальших спектроскопічних дослідженнях ряду астрономів, зокрема, Весто Слайфера, Мілтона Хюмасона і Ніколаса Маяла, зазначено наявність незвичайних емісійних ліній у деяких ядрах галактик. У 1943 Карл Сейферт опублікував статтю, у якій він описав спостереження сусідніх галактик з яскравими ядрами, що випромінюють у незвичайно широких лініях. Галактики, що спостерігалися у рамках цього дослідження, включають NGC 1068, NGC 4151, NGC 3516, і NGC 7469. Активні галактики, що подібні до вказаних, відомі як сейфертівські галактики.
Розвиток радіоастрономії дав великий поштовх до розуміння АЯГ. Деякі з перших радіоджерел є сусідніми активними еліптичними галактиками (Мессьє 87, Центавр А). 1954 року Вальтер Бааде і Рудольф Мінковський ототожнили радіоджерело Лебідь А з припливно деформованою галактикою, що має незвичайний спектр з емісійними лініями і швидкість віддалення 16700 км/с. Радіоогляд 3C призвів до подальшого прогресу у відкритті нових радіоджерел і їх ототожненні з джерелами у видимому діапазоні. На фотографіях деякі з цих об'єктів виглядали точкоподібними або зореподібними, тому вони були класифіковані як квазізоряні радіоджерела (пізніше скорочення "квазари"). Великим проривом стало визначення червоного зсуву квазара 3C 273 Мартеном Шмідтом (1963). Шмідт зазначив, що якщо цей об'єкт позагалактичний (перебуває поза Чумацьким Шляхом, на космологічній відстані), то велике значення його червоного зміщення (z=0,158) означає, що він є ядром галактики, яка більш ніж у 100 разів потужніша за відомі тоді радіогалактики. Невдовзі потому оптичні спектри були використані для вимірів червоних зміщень усе зростаючої кількості квазарів, зокрема, 3C 48, який більш віддалений і має червоне зміщення 0,37. Велетенська світність квазарів і їх незвичайні спектральні властивості вказують, що джерелом їх енергії не можуть бути звичайні зорі. Припущення про акрецію газу на надмасивну чорну діру як джерело енергії квазарів висунули Едвін Солпітер і Яків Зельдович у 1964. У 1969 Дональд Лінден-Белл припустив, що сусідні галактики містять у центрі надмасивні чорні діри — залишки згаслих квазарів —, і що акреція на чорну діру є джерелом енергії незоряного випромінювання сусідніх сейфертівських галактик. У 1960-х і 1970-х перші рентгенівські астрономічні спостереження показали, що сейфертівські галактики й квазари є потужними джерелами рентгенівського випромінювання, яке походить із внутрішніх ділянок акреційного диску навколо чорної діри[джерело?].
В наш час[коли?] АЯГ є важливим напрямком спостережних і теоретичних астрофізичних досліджень. Дослідження АЯГ включають використання спостережних оглядів для пошуку АЯГ у широкому діапазоні світностей і червоних зміщень, перевірку моделей космічної еволюції і росту чорних дір, вивчення фізики акреції на чорні діри і електромагнітного випромінювання АЯГ, вивчення властивостей джетів і викидів речовини з АЯГ, а також вивчення впливу акреції на чорну діру і квазарної активності на еволюцію галактики[джерело?].

## Моделі
Достеменно невідомо, що є причиною незвичайної поведінки активних ядер і чи зумовлена активність галактик різних класів єдиним механізмом, чи якісно різними. В наш час загальноприйнятою є теорія акреційного диску навколо надмасивної чорної діри. Згідно неї активність ядра обумовлена акрецією на компактний, дуже масивний об'єкт (від 106 до 109 мас Сонця) у галактичному ядрі (чорна діра). На початку досліджень АЯГ розглядалися наступні теорії :
1. Спінари. Активність ядра створюється масивним зореподібним об'єктом із потужним магнітним полем. Простежується аналогія з пульсарами. Першою кількісною теорією АЯГ була теорія спінарів (магнітоїдів [4]) Озерного[5] і Моррісона [6]. За аналогією з пульсарами вони припускали, що джерело активності АЯГ - це стиснення велетенської ({\displaystyle 10^{8}-10^{10}M_{\odot }}) надзорі[7], утвореної з газової хмари з магнітним полем, яка обертається. Збереження моменту імпульсу й магнітного потоку збільшує енергію обертання W пропорційно {\displaystyle 1/R^{2}} доти, доки частота обертання об'єкта {\displaystyle \Omega } не стане порядку {\displaystyle 1/{\sqrt {G\rho }}}, де {\displaystyle \rho \approx M/R^{3}}. На цій стадії наявність магнітного поля призводить до повільного виділення системою енергії і втрати моменту. Це випромінювання може бути або пов'язане з прискоренням швидких заряджених частинок, або воно є магнітно-дипольним випромінюванням. І в тому, і в іншому випадку може бути накопичена велика кількість енергії, яка потім вивільняється в нетеплових формах. Для отримання {\displaystyle L\approx 10^{48}} ерг/с потрібна маса {\displaystyle M\approx 10^{9}M\odot }, магнітне поле {\displaystyle B\approx 10^{5}} Гс, радіус магнітоїда {\displaystyle R\approx 10^{17}} см і період обертання {\displaystyle T\approx 1} рік. Енергії, що накопичена в такій обертальній системі, має вистачити на {\displaystyle 10^{6}} років, попри її дуже ефективне випромінювання у нетеплових формах. Таким чином, спінар - це велетенська машина, що перетворює гравітаційну енергію зв'язку в електромагнітне випромінювання за посередництвом обертання. У міру випромінювання енергії й втрати моменту імпульсу ця система починає обертатися швидше (на відміну від пульсарів, що мають фіксований розмір) і її випромінювання зростає. Ця модель підтверджується спостереженням квазіперіодичних спалахів квазара 3С 345 раз на 320 днів. Ці пікоподібні періодичні спалахи не тільки свідчать про якийсь рівномірно працюючий «годинниковий механізм», але й змушують припустити існування в об'єкті деякої області, що випромінює когерентно. Такої регулярної активності жоден інший об'єкт не показує. Тим не менш, ця модель вкрай приваблива тим, що дає пояснення джерела енергії. У моделі магнітоїда залишається багато питань. Зокрема, потрібно пояснити, як із центрального спінара викидаються струмені й об'єкти, що когерентно випромінюють. Один з варіантів відповіді міг би полягати у тому, що галактичні ядра містять кілька або навіть багато спінарів, які іноді викидаються. Хоча їх утворення з дифузної матерії можна уявити, подальша їх доля незрозуміла. Невідомо, чи починають вони врешті-решт обертатися так швидко, що розпадаються на багато дрібніших компонент, або досягають стадії справжнього колапсу у шварцшильдівську сингулярність. Залишається невідомим зв'язок між вивільненням енергії і спостережуваним спектром випромінювання, тобто степеневим законом вигляду {\displaystyle F(\nu )\approx \nu ^{-\alpha }}. Вказані проблеми не заперечують модель спінара, оскільки такі самі явища має пояснювати модель пульсарів.
2. Надзорі. 1963 року Хойл і Фаулер звернули увагу на те, що гравітаційне стискання маси {\displaystyle 10^{6}-10^{9}M_{\odot }} призвело би до виділення велетенської енергії. Колапс до розмірів, близьких до шварцшильдівської межі, також призводить до дуже ефективного енерговиділення: {\displaystyle 10^{60}-10^{62}} ерг. Цілком незрозуміло, в якій формі ця енергія може виділятися. Зокрема, утворення електронів, що дають синхротронне випромінювання, і сильних магнітних полів здається проблематичним. З точки зору термодинаміки спінари концентрують велику кількість енергії в одному ступені свободи (обертання), таким чином вони є величезним джерелом ентропії. З іншого боку, загальне стискання скоріше за все призвело б до якогось катастрофічного виділення енергії, але у формі тепла. Більш того, характерний час колапсу був би коротким у порівнянні з {\displaystyle 10^{6}} років. Варіант цієї ідеї, в якому враховується виділення термоядерної енергії, був розглянутий Фаулером[8]. Надзоря у цьому випадку може тимчасово отримати стійкість по відношенню до колапсу, але при введенні низької ефективності ядерних реакцій.
3. Зіткнення зір. Спітцер припустив[9], що в ядрах галактик перебувають щільні конденсації зір. При густині {\displaystyle 10^{11}} пк{\displaystyle ^{-3}} й швидкості руху {\displaystyle \approx 10^{4}} км/с зіткнення між зорями будуть відбуватися кілька разів на рік. При кожному такому зіткненні буде виділятися енергія близько {\displaystyle 10^{51}} ерг. Окрім труднощів з поясненням виділення енергії в нетеплових формах, процес триватиме всього {\displaystyle 10^{2}-10^{3}} років, що призведе до дуже малого часу існування активної фази квазарів. Такий малий час, напевне, не узгоджується з загальною кількістю квазарів, що спостерігаються у наш час.
4. Ланцюги спалахів наднових. Активність ядра пов'язують зі спалахами наднових зір. У цьому випадку спалах наднової може бути стартовим механізмом, що вивільняє енергію, запас якої є у всій області ядра. Спалахи наднових, що регулярно відбуваються в ядрі, можуть пояснити спостережувану енергетику ядер. Але деякі спостережувані в радіогалактиках явища (викиди речовини у вигляді струменів релятивістської плазми), що свідчать про впорядковану структуру магнітного поля ядра, таким чином пояснити не можна. Шкловський вказав[10], що в галактичному ядрі частота спалахів наднових вища, ніж будь-де в галактиці. Оскільки повне виділення енергії становить {\displaystyle 10^{51}} ерг на спалах, то, згідно цих уявлень, для пояснення найпотужніших джерел потрібно {\displaystyle 10^{4}} спалахів наднових на рік. Хоч це знову веде до короткого часу життя активної фази ядер галактик, ця ідея має перевагу, оскільки є докази наявності синхротронного випромінювання у наднових. Тому як би не відбувався цей процес, можна очікувати, що він призведе до появи нетеплового випромінювання. Однак, у цій моделі, а також і в інших моделях з великими випадковими спалахами, у активних галактик можна очікувати ознак сильної змінності (кілька порядків на добу). Такі великі зміни відбуваються дуже рідко, якщо вони взагалі можливі.
5. Галактичні спалахи. Старрок та ін. припустили [11], що за аналогією з Сонцем прискорення швидких частинок може відбуватися у спалахах на надзорях. Як відбувається прискорення заряджених частинок у сонячних спалахах незрозуміло, але відомо, що у порівнянні з повною світністю Сонця вони породжуються з дуже малою ефективністю. Таким чином, якщо не вважати, що гіпотетичні спалахи дають аномально великий внесок у випромінювання надзорі, досліджувати їх у подробицях зарано. У будь-якому випадку, механізм сонячних спалахів, на аналогії з яким ґрунтується ця модель, залишається незрозумілим. Однак можливість прискорення швидких частинок при пересполученні силових ліній вельми приваблива.
6. Білі діри. Більшість наступних теорій [12] намагаються розв'язати проблеми первинного джерела енергії не розглядаючи форм, у яких ця енергія проявляється. Амбарцумян припустив[13], що явище квазара являє собою народження галактики, - гіпотеза білих дір. Це просто обернена в часі версія чорних дір як джерел енергії, запропонованих Лінден-Беллом і багатьма іншими.
7. Анігіляція антиречовини. Акреція речовини на велетенську ({\displaystyle 10^{8}M_{\odot }}) чорну діру має призводити до виділення гравітаційної енергії[14]. Анігіляція речовини й антиречовини перетворює речовину на енергію зі 100%-ю ефективністю. Але чим викликане первинне розділення матерії і де гамма-випромінювання, що очікується в результаті анігіляції, невідомо.
8. Кваркова матерія. При зв'язуванні масивних кварків (М>5 ГеВ) з менш масивними адронами з великою ефективністю відбуватиметься виділення енергії [15]. Походження таких кварків і спектр випромінювання, що ними створюється, залишаються невизначеними.
9. Гравітаційне фокусування. Барноті припускав[16], що на шляху променя зору від квазара до спостерігача розташоване масивне скупчення речовини (галактика або інший об'єкт). Такі масивні скупчення повинні бути темними і багаточисленними, щоб забезпечити велику кількість спостережуваних квазарів. Квазари при цьому можуть мати меншу світність, але їх спектри все одно залишаються непоясненими.
10. Міжгалактична акреція на фрагменти первинної речовини. Новіков[17] модифікував теорію Амбарцумяна наступними міркуваннями. Квазари є космологічними об'єктами, що перебувають у стані розширення, але затримались на стадії сингулярності приблизно на 10 мільярдів років. У власній системі координат квазар веде себе як мініатюрний всесвіт, що розширюється. Завдяки сильним взаємодіям у надщільному стані без втрат за рахунок розпаду різноманітних мезонів повинна накопичуватись колосальна енергія. Коли в результаті повільного розширення густина зменшується, ці мезони, а отже і інші частинки високих енергій можуть вивільнятися. Новіков також вважає, що енергія вивільняється, коли оболонки речовини, що рухається при розширенні назовні, стикаються з оболонками, що викинуті раніше, або з речовиною, що падає на протогалактичний об'єкт (Астрономический журнал, т. 41, с. 1075, ноябрь 1964).
11. Пропонувалися також моделі, пов'язані з скупченнями пульсарів [3].

### Акреційний диск
У стандартній моделі активних ядер галактик акреційний диск формує речовина, що рухається поблизу центральної чорної діри. Тертя часток змушує матерію рухатися до внутрішніх шарів диска, а кутовий момент обертання виштовхує їх назовні, що призводить до нагрівання диска. Теоретично спектр акреційного диску навколо надмасивної чорної діри матиме максимуми в оптичному й ультрафіолетовому діапазонах. А корона з гарячого матеріалу, піднесеного над акреційним диском, може викликати утворення рентгенівських фотонів за рахунок ефекту зворотного комптонівського розсіювання. Потужне випромінювання акреційного диску збуджує холодні частинки міжзоряного середовища, що обумовлює емісійні лінії в спектрі. Значна частина енергії, що випромінюється активним ядром, може поглинатися й перевипромінюватися в інфрачервоному (та інших діапазонах) пилом і газом навколо ядра.
Ця модель якісно пояснює спостережувану кореляцію потоків у неперервному спектрі і широких водневих лініях, а також існування запізнення між ними. Таким чином, проблема зводиться до двох основних питань: який механізм випромінювання неперервного спектру і яким саме чином це випромінювання переробляється у випромінювання інших спектральних діапазонів. Спостережуване в КрАО і закордонних обсерваторіях запізнювання довгохвильового випромінювання континууму по відношенню до короткохвильового може свідчити про те, що світіння більшості активних ядер обумовлено сильним тертям і розігрівом газу акреційного диску. Але надійних доказів цьому досі немає. З іншого боку, світіння групи об'єктів типу BL Ящірки, може бути зумовлено виключно синхротронним випромінюванням релятивістського газового джета, спрямованого вздовж осі обертання диска у напрямку до спостерігача[джерело?]. Багаторічний спектральний моніторинг, проведений деякими обсерваторіями, зокрема, з кінця 1980-х років у КрАО, спільно з розвитком методу ревербераційного аналізу дозволив припустити, що випромінювання широких емісійних ліній водню виникає в газових хмарах, які рухаються  кеплерівськими орбітами приблизно в одній площині та утворюють зовнішній диск. Але загальної згоди серед фахівців з цього приводу поки немає. Останнім часом у дослідженнях особлива увага приділяється вивченню взаємозв'язку між випромінюванням у рентгенівському та оптичному діапазонах. Згідно з даними кримських астрономів, джерело рентгенівського випромінювання має перебувати в центрі над диском, перевипромінюється ця енергія у видимій ділянці спектра. Результати цих та інших досліджень опубліковано в книзі, яка містить матеріали проведеної в КрАО конференції.

## Невирішені питання
Незважаючи на певний прогрес, досягнутий у вивченні активних галактик, багато проблем і завдань залишаються невирішеними, наприклад, такі як пояснення змінності профілів широких водневих ліній, природа їх у деяких галактиках, кінематика й динаміка газу в області диска, підвищення точності визначення мас центральних чорних дір і т. ін[джерело?].
Незрозумілим залишається також питання чи є галактики з активними ядрами особливим класом об'єктів, чи це лише активна стадія еволюції для всіх нормальних галактик.